# Meuse
Meuse là một tỉnh của Pháp, thuộc vùng hành chính Grand Est, tỉnh lỵ Bar-le-Duc, bao gồm 3 quận với các quận lỵ còn lại là: Commercy, Verdun.